# 249539 Pedrosevilla
249539 Pedrosevilla este un asteroid din centura principală de asteroizi.

## Descriere
249539 Pedrosevilla este un asteroid din centura principală de asteroizi. A fost descoperit pe 16 aprilie 2010 în Statele Unite, în cadrul programului WISE. Asteroidul prezintă o orbită caracterizată de o semiaxă mare de 3,08 ua, o excentricitate de 0,14 și o înclinație de 7,7° în raport cu ecliptica.